# Gloom (gioco)
Gloom è un gioco di carte ideato da Keith Baker e pubblicato dalla Atlas Games nel 2004, vincitore dell'Origins Award per il miglior gioco tradizionale di carte del 2005.

## Descrizione
Ogni giocatore controlla una famiglia di svitati eccentrici a cui deve far capitare loro una serie di disgrazie abbassando il loro punteggio di autostima, e quindi ucciderli. Il valore di ogni personaggio è pari al valore della sua autostima. Al termine del gioco il valore di autostima di tutti i membri morti delle famiglie sono sommati ed il vincitore è il giocatore con il punteggio più basso.

### Componenti
I componenti del gioco sono:
- 20 carte personaggio divise in quattro famiglie (Castle Slogar, Hemlock Hall, Blackwater Watch e Dark's Den of Deformity) di cinque personaggi ognuna
- 58 carte modificatori
- 12 carte evento
- 20 carte morte imprevista

Le carte sono stampate su plastica trasparente, in modo che quando sono sovrapposte si possono vedere le carte sottostanti. Le carte personaggio hanno al centro il ritratto di un personaggio con i bordi trasparenti, mentre al contrario gli altri tipi di carte sono trasparenti al centro (permettendo di vedere il ritratto del personaggio su cui sono giocate) e riportano vari icone rappresentanti modificatori lungo i bordi. Quando più di una carta è giocata sulla stesso personaggio, solo i modificatori visibili sono validi (quindi se due modificatori sono nella stessa posizione solo quello superiore conta).

### Gioco
Ogni giocatore sceglie ad inizio partita i membri di una famiglia e li pone di fronte a sé, mentre le carte rimanenti sono mischiate per formare un mazzo. Ogni giocatore riceve una mano di cinque carte. A partire dal primo giocatore ognuno può giocare o scartare due carte e quindi reintegra la propria mano a cinque carte. Una carta morte improvvisa può essere giocata solo come prima carta del turno (quindi non è possibile giocare una carta modificatore su un proprio personaggio e quindi ucciderlo con una morte improvvisa.)
Le carte modificatore sono giocate sui personaggi (propri o degli avversari) e in base alle icone riportate ne cambiano il punteggio di autostima in positivo o in negativo (generalmente è preferibile che i propri personaggi abbiano valori negativi, mentre quelli avversari dei valori positivi). Le carte modificatore possono inoltre riportare delle icone (bestia, teschio, denaro, ecc...) che non hanno effetto di per sé, ma che possono interagire con altre carte. Infine le carte modificatore possono avere effetti immediati (che hanno effetto non appena sono giocate) ed effetti continuativi (che hanno effetto fino a che sono in gioco).
Le carte evento sono scartate non appena giocate ed hanno vari effetti in gioco, per esempio riportare in vita un personaggio, cancellare un altro effetto di gioco (in questo caso possono essere giocate fuori dal proprio turno) o spostare un modificatore da un personaggio ad un altro.
Infine le carte «morte imprevista» causano la morte di un personaggio. Questo viene messo da parte con tutti i modificatori che ha sopra. Quando tutti i personaggi di una famiglia sono morti, il valore di autostima di tutti i personaggi morti sono sommati e il giocatore che controlla la famiglia che ha ottenuto il punteggio minore ha vinto.

### Narrazione
Il regolamento di gioco invita a narrare quanto avviene ai personaggi man mano che le carte vengono giocate su di loro, costruendo una ministoria dei personaggi. Greg Costikyan ha apprezzato particolarmente questo aspetto di narrazione del gioco affermando che "era un aspetto unico del regolamento che rendeva il gioco particolarmente piacevole".

## Edizioni
La prima edizione pubblicata nel 2005, è stata seguita da diverse espansioni Unhappy Homes (2005), Unwelcome Guests (2007), Unfortunate Expeditions (2009) e Unique Dead, ognuna delle quali aggiunge una nuova famiglia di eccentrici con cui giocare, nuove carte e nuove meccaniche di gioco. Utilizzando le espansioni è possibile giocare in più di quattro giocatori. Una seconda edizione del gioco è stata pubblicata nel 2014. Questa semplifica diverse regole, elimina alcune carte dalla meccanica di gioco giudicata troppo complicata ed aggiunge delle icone che indicano quando le carte hanno effetto nel gioco. Tutti i supplementi sono stati aggiornati alla versione, eccetto che per Unquiet Dead, già aggiornato alla novità introdotte. 
Dal gioco base è derivato Cthulhu Gloom (2013), la sua espansione Unpleasant Dreams che usano gli stessi meccanismi ma sono tematicamente basati sui miti di Cthulhu, Fairytale Gloom, basato su fiabe, Munchkin Gloom, basato su Munchkin.